# Jörundur Þórisson
Jörundur háls Þórisson (Thorisson, n. 905) fue un vikingo y colono en Austur-Húnavatnssýsla en Islandia. Es un personaje de la saga Vatnsdœla donde aparece como un influyente bóndi relacionado con Ingimundur Þorsteinsson. Tuvo dos hijos, Már Jörundsson (n. 948) que también es personaje de la misma saga, y Halla Jörundsdóttir (n. 950).